# メンデレーエフ空港
メンデレーエフ空港(ロシア語: Аэропорт Менделеево, 英語: Mendeleyevo Airport)は、ロシア連邦が「サハリン州南クリル管区クナシル島」に存在するものと主張して管理している空港。
日本の行政区分では北海道国後島泊村に位置するが、日本の空港法や航空法に基づく空港・飛行場ではないため、国土交通省の空港一覧には掲載されていない。

## 概要
国後島を実効支配しているロシア連邦により運営されている。2006年10月、滑走路の老朽化のため一時利用できなくなった。
その後、改修・拡張工事が進められ、コンクリートの滑走路となった。
2010年11月1日、2012年7月3日、ロシアのメドベージェフ大統領が国後島の訪問で利用した。

## 定期便就航路線
| 航空会社     | 目的地                         |
| ------------ | ------------------------------ |
| オーロラ     | ユジノサハリンスク（週5便）    |
| タイガ・エア | クリリスク、クラボザヴォーツク |

他、ビザ無し交流では中標津空港とのチャーター便が運航される。

## アクセス
- ユジノクリリスク（古釜布）まで車で約1時間